# Coupe Spengler 2009
Navigation
Édition précédente Édition suivante
La Coupe Spengler 2009 est une compétition de hockey sur glace se déroule du 26 au 31 décembre à la Vaillant Arena de Davos, comme toutes les coupes Spengler. Les participants à cette compétition sont le HC Davos, organisateur, le Team Canada, une équipe formée des meilleurs canadiens évoluant en Europe et plus particulièrement en Ligue nationale A, le HC Energie Karlovy Vary, déjà présent l'année précédente, les Biélorusses du Dinamo Minsk et les Allemands de Adler Mannheim. Il s'agit de la dernière coupe Spengler jouée avec l'ancien format, qui est remplacé dès l'année suivante par un nouveau format à deux poules de trois équipes. Le vainqueur du tournoi est le Dinamo Minsk.

## Tournoi[1],[2]

### Phase de Poules

#### Classement
| Clt   | Équipe                  | PJ | V | VP | D | DP | BP | BC | Pts |
| ----- | ----------------------- | -- | - | -- | - | -- | -- | -- | --- |
| +001, | Dinamo Minsk            | 4  | 3 | 0  | 1 | 0  | 16 | 7  | 6   |
| +002, | HC Davos                | 4  | 3 | 0  | 1 | 0  | 13 | 12 | 6   |
| +003, | Team Canada             | 4  | 1 | 1  | 2 | 0  | 18 | 17 | 4   |
| +004, | Adler Mannheim          | 4  | 1 | 1  | 2 | 0  | 9  | 8  | 4   |
| +005, | HC Energie Karlovy Vary | 4  | 0 | 0  | 2 | 2  | 10 | 22 | 2   |

- Qualifié pour la finale

#### Matches
| 26 décembre 2009 | Dinamo Minsk | 2-3 (1-1, 1-1, 0-1) | HC Davos | Vaillant Arena |

| Feuille de match | Feuille de match                                                                     | Feuille de match    | Feuille de match                                                                             | Feuille de match |
| ---------------- | ------------------------------------------------------------------------------------ | ------------------- | -------------------------------------------------------------------------------------------- | ---------------- |
|                  | heure = 11 min - Varlamov (Kochetkov, Lyutkevitch) heure = 25 min - Jokela (Chupris) | 0-1 1-1 2-1 2-2 2-3 | R. von Arx (Forster) - heure = 1 min R.von Arx (Kolnik - heure = 37 min Naumenko (Setzinger) |                  |
|                  |                                                                                      |                     |                                                                                              |                  |
| 10 min           | Pénalités                                                                            | 14 min              |                                                                                              |                  |
|                  |                                                                                      |                     |                                                                                              |                  |

| 26 décembre 2009 | Team Canada | 7-6 (TB) (1-1, 3-4, 2-1, 0-0) | HC Energie Karlovy Vary | Vaillant Arena |

| Feuille de match    | Feuille de match | Feuille de match                                                | Feuille de match | Feuille de match |
| ------------------- | --- | --------------------------------------------------------------- | --- | ---------------- |
|                     | Siklenka (Robitaille, McLean) - heure = 19 min Heins (Devereaux, Rivers) - heure = 28 min Roche (McLean, Vigier) - heure = 36 min McLean - heure = 38 min Bell - heure = 41 min Daigle (Vigier, Roche) - heure = 50 min Aubin | 0-1 1-1 1-2 2-2 3-2 3-3 4-3 4-4 4-5 5-5 6-5 6-6 Tirs au but 1-0 | heure = 17 min - Dobron (Melenowsky) Kristek - heure = 26 min Kristek (Tribuncovs, Mensator) - heure = 37 min Zyuzin (Kutlák, Mucha) - heure = 39 min Pech - heure = 40 min Kostal (Kubina, Kumstat) - heure = 53 min |                  |
| LeNeveu Dubielewicz | Gardiens | Mensator Sablik                                                 | |                  |
| 12 min              | Pénalités | 6 min                                                           | |                  |
|                     | |                                                                 | |                  |

| 27 décembre 2009 | HC Davos | 5-3 (1-1, 2-1, 2-1) | HC Energie Karlovy Vary | Vaillant Arena |

| Feuille de match | Feuille de match | Feuille de match                | Feuille de match                                                                                         | Feuille de match |
| ---------------- | --- | ------------------------------- | --- | ---------------- |
|                  | heure = 20 min - Kolnik (Naumenko, Guggisberg) heure = 28 min - Kolnik (R.von Arx) heure = 29 min - M.Wieser (D.Wieser, Rizzi) heure = 47 min - Duca (Taticek) heure = 58 min - Kolnik (R. von Arx, Guggisberg) | 0-1 1-1 2-1 3-1 3-2 4-2 4-3 5-3 | Skuhravy (Kostal) - heure = 9 min Kumstat (Nemec) - heure = 40 min Kristek (Melenovsky) - heure = 52 min |                  |
| Berra            | Gardiens | Sablik                          | |                  |
| 10 min           | Pénalités | 12 min                          | |                  |
|                  | |                                 | |                  |

| 27 décembre 2009 | Adler Mannheim | 1-2 (1-1, 2-1, 2-1) | Dinamo Minsk | Vaillant Arena |

| Feuille de match | Feuille de match        | Feuille de match | Feuille de match                                      | Feuille de match |
| ---------------- | ----------------------- | ---------------- | ----------------------------------------------------- | ---------------- |
|                  | Arendt – heure = 47 min | 0-1 1-1 1-2      | heure = 32 min – Varlamov heure = 49 min – Kovyrchine |                  |
|                  |                         |                  |                                                       |                  |
|                  |                         |                  |                                                       |                  |
|                  |                         |                  |                                                       |                  |

| 28 décembre 2009 | HC Energie Karlovy Vary | 1-2 (TB) (0-0, 0-1, 1-1) | Adler Mannheim | Vaillant Arena |

| Feuille de match | Feuille de match              | Feuille de match             | Feuille de match                      | Feuille de match |
| ---------------- | ----------------------------- | ---------------------------- | ------------------------------------- | ---------------- |
|                  | Palffy – heure = 12 min Nemec | 1-0 1-1 Shootout 0-1 1-1 1-2 | heure = 60 min – Scalzo King Papineau |                  |
|                  |                               |                              |                                       |                  |
|                  |                               |                              |                                       |                  |
|                  |                               |                              |                                       |                  |

| 28 décembre 2009 | Canada | 6-2 (1-0, 0-0, 0-1, 0-0, 1/5-2/4) | HC Davos | Vaillant Arena |

| Feuille de match | Feuille de match | Feuille de match                | Feuille de match                                     | Feuille de match |
| ---------------- | --- | ------------------------------- | ---------------------------------------------------- | ---------------- |
|                  | Vigier – heure = 15 min Bell – heure = 19 min Bell – heure = 28 min Tremblay – heure = 32 min Daigle – heure = 34 min Trudel – heure = 49 min | 1-0 2-0 3-0 4-0 4-1 5-1 5-2 6-2 | heure = 33 min – Naumenko heure = 37 min – Setzinger |                  |
|                  | |                                 |                                                      |                  |
|                  | |                                 |                                                      |                  |
|                  | |                                 |                                                      |                  |

| 29 décembre 2009 | Adler Mannheim | 5-2 (1-0, 4-2, 0-0) | Canada | Vaillant Arena |

| Feuille de match | Feuille de match | Feuille de match            | Feuille de match                           | Feuille de match |
| ---------------- | --- | --------------------------- | ------------------------------------------ | ---------------- |
|                  | Méthot – heure = 20 min Spylo – heure = 22 min Spylo – heure = 24 min Spylo – heure = 30 min Steiner – heure = 34 min | 1-0 1-1 2-1 3-1 4-1 5-1 5-2 | Trudel heure = 21 min Heins heure = 37 min |                  |
|                  | |                             |                                            |                  |
|                  | |                             |                                            |                  |
|                  | |                             |                                            |                  |

| 29 décembre 2009 | HC Energie Karlovy Vary | 0-8 (0-4, 0-3, 0-1) | Dinamo Minsk | Vaillant Arena |

| Feuille de match | Feuille de match | Feuille de match                | Feuille de match | Feuille de match |
| ---------------- | ---------------- | ------------------------------- | --- | ---------------- |
|                  |                  | 0-1 0-2 0-3 0-4 0-5 0-6 0-7 0-8 | heure = 2 min – Mialechka heure = 2 min – Tchoupris heure = 3 min – Hyvönen heure = 4 min – Mialechka heure = 23 min – Westcott heure = 25 min - Hyvönen heure = 29 min – Antonov heure = 42 min – Koulakov |                  |
|                  |                  |                                 | |                  |
|                  |                  |                                 | |                  |
|                  |                  |                                 | |                  |

| 30 décembre 2009 | Dinamo Minsk | 4-3 (1-1, 2-1, 1-1) | Canada | Vaillant Arena |

| Feuille de match | Feuille de match                                                                                       | Feuille de match            | Feuille de match                                                       | Feuille de match |
| ---------------- | --- | --------------------------- | ---------------------------------------------------------------------- | ---------------- |
|                  | Jokela – heure = 9 min Kochetkov – heure = 23 min Kochetov – heure = 32 min Tchoupris – heure = 42 min | 1-0 1-1 2-1 3-1 3-2 4-2 4-3 | heure = 12 min – McLean heure = 35 min – Heins heure = 52 min – Vigier |                  |
|                  | |                             |                                                                        |                  |
|                  | |                             |                                                                        |                  |
|                  | |                             |                                                                        |                  |

| 30 décembre 2009 | HC Davos | 3-1 (1-1, 2-0, 0-0) | Adler Mannheim | Vaillant Arena |

| Feuille de match | Feuille de match                                                            | Feuille de match | Feuille de match      | Feuille de match |
| ---------------- | --------------------------------------------------------------------------- | ---------------- | --------------------- | ---------------- |
|                  | Bürgler – heure = 8 min Salmonsson – heure = 25 min Kolnik – heure = 35 min | 0-1 1-1 2-1 3-1  | heure = 3 min – Spylo |                  |
|                  |                                                                             |                  |                       |                  |
|                  |                                                                             |                  |                       |                  |
|                  |                                                                             |                  |                       |                  |

### Finale
| 31 décembre 2009 | HC Davos | 1-3 (0-1, 0-1, 1-1) | Dinamo Minsk | Vaillant Arena 6 746 spectateurs |

| Feuille de match | Feuille de match         | Feuille de match | Feuille de match                                                                         | Feuille de match |
| ---------------- | ------------------------ | ---------------- | ---------------------------------------------------------------------------------------- | ---------------- |
|                  | Kolnik heure = 41 min SN | 0-1 0-2 1-2 1-3  | Koulakov heure = 10 min Kochetkov heure = 25 min SN Mialechka heure = 60 min (cage vide) |                  |
|                  |                          |                  |                                                                                          |                  |
|                  |                          |                  |                                                                                          |                  |
|                  |                          |                  |                                                                                          |                  |